# Shuza
Au Japon, shuza (朱座) est le monopole officiellement reconnu du shogunat Tokugawa sur le cinabre ou guilde du cinabre (za) créé en 1609.
À l'origine, l'intérêt du shogunat des Tokugawa est d'assurer une valeur constante aux pièces frappées en cinabre, et cela conduit à la compréhension de la nécessité de participer à l'offre de cinabre.
Ce titre du bakufu identifie un bureau de régulation chargé de superviser le traitement et le négoce de cinabre, ainsi que la frappe de pièces de monnaie en cinabre et de surveiller toutes les mines de cinabre et les activités d'extraction du cinabre au Japon.